# Rödkronad tangara
Rödkronad tangara (Tachyphonus coronatus) är en fågel i familjen tangaror inom ordningen tättingar.

## Utseende och läte
Rödkronad tangara är en medelstor tangara. Hanen är helt glansigt svart med en dold röd fläck på hjässan och en vit fläck på skuldran. I flykten syns vita vingundersidor. Honan har gråbrunt huvud och är i övrigt mestadels kanelbrun, undertill ljusare än ovan. 

## Utbredning och systematik
Fågeln förekommer i östra Paraguay, sydöstra Brasilien och nordöstra Argentina. Den behandlas som monotypisk, det vill säga att den inte delas in i några underarter.

## Levnadssätt
Rödkronad tangara hittas i skogsbryn, öppet skogslandskap, plantage och stadsnära parker. Där ses den i vegetationens mellersta och övre skikt. Ibland kan den besöka fågelmatningar.

## Status
Arten har ett stort utbredningsområde och beståndet anses vara stabilt. Internationella naturvårdsunionen IUCN listar den därför som livskraftig (LC).

## Bilder

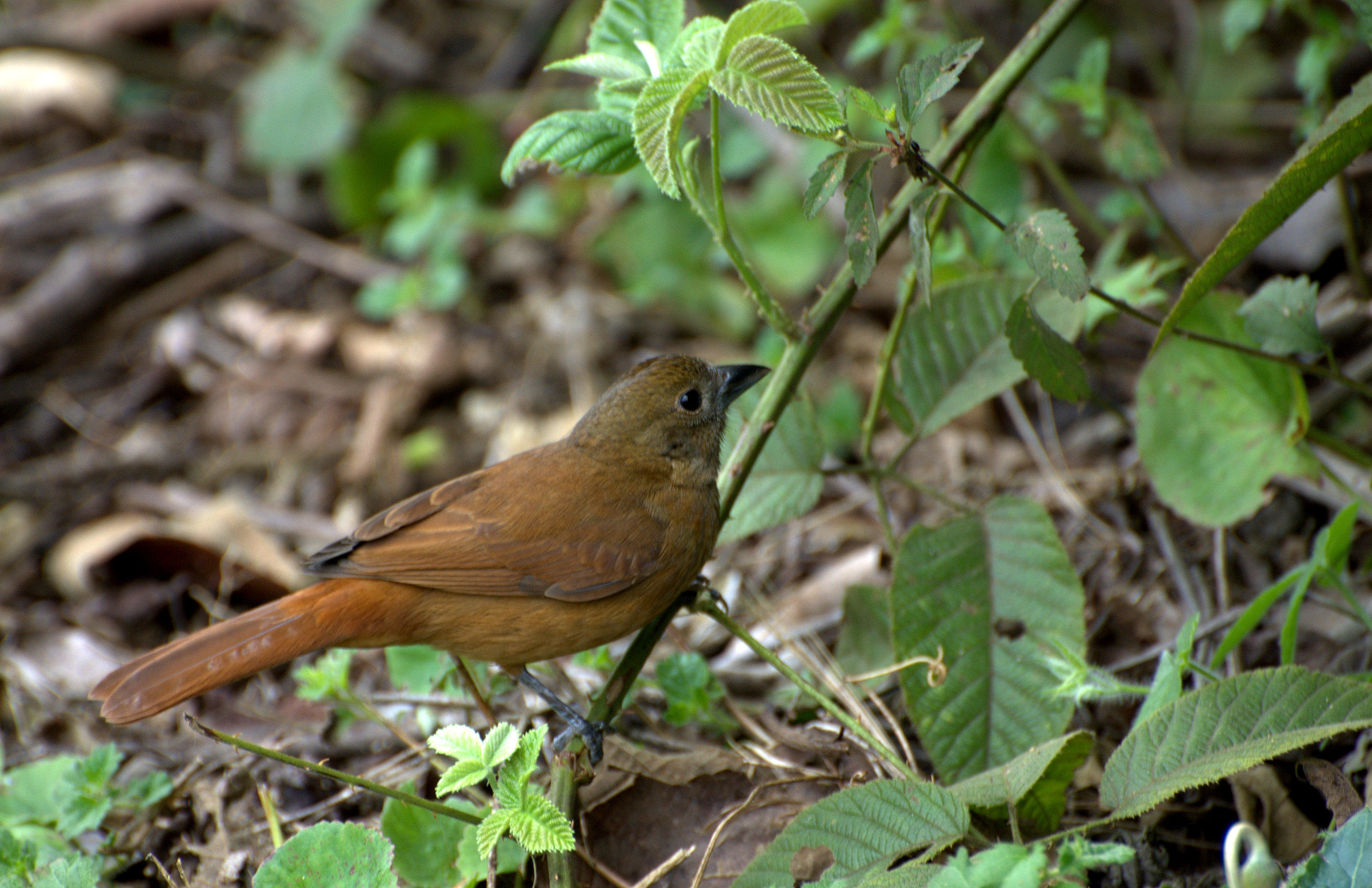
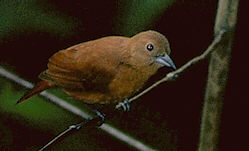
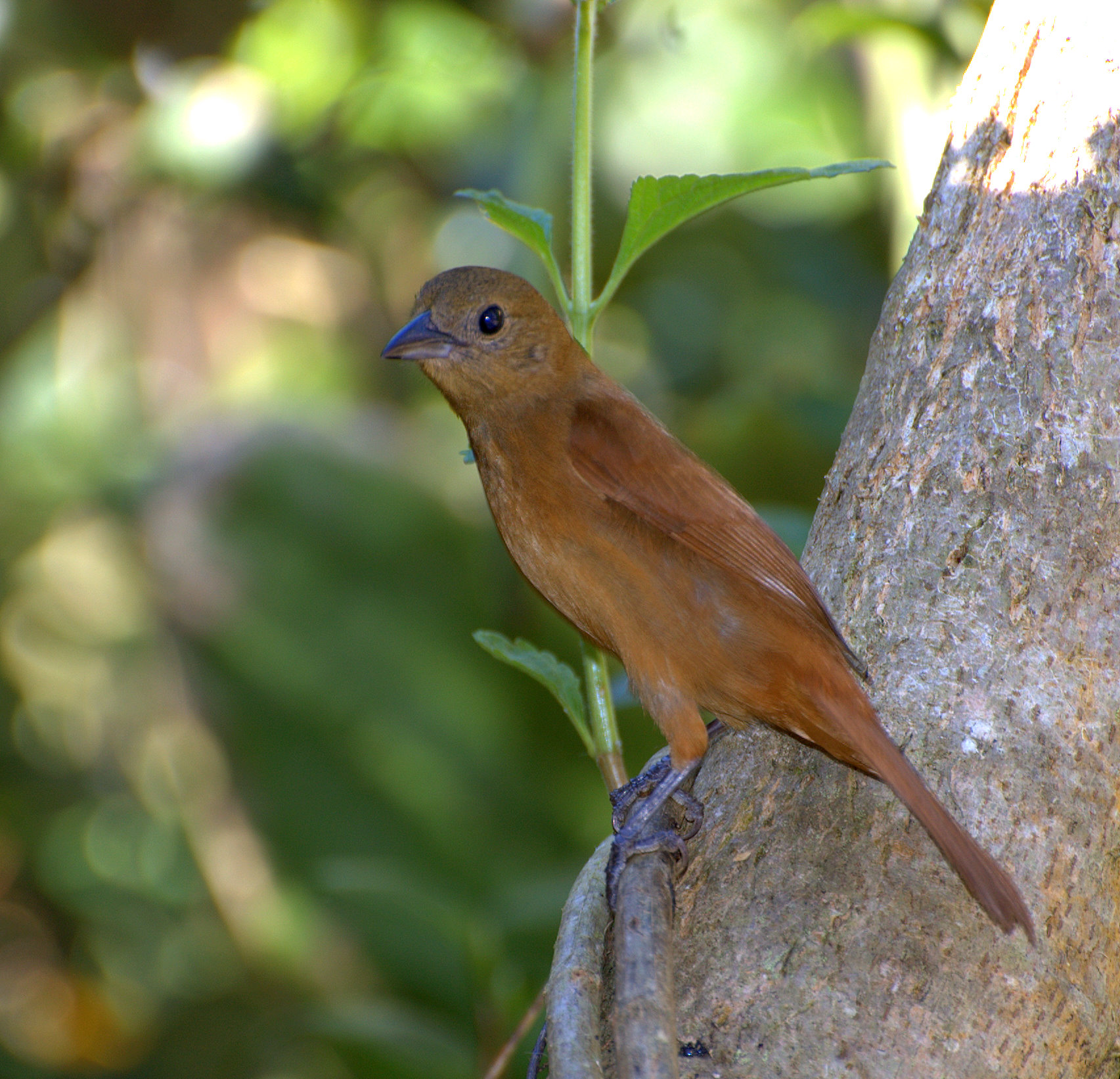